# Gruppo Mia-Joanaz
Il Gruppo Mia-Joanaz (o Catena Mia-Joanaz), è un gruppo delle Prealpi Giulie.

## Storia
Come tutta la zona, è stata caratterizza dai combattimenti della Prima Guerra Mondiale e, dalla resistenza partigiana nella seconda. Dopo la Disfatta di Caporetto, per permettere le truppe italiane di arretrare fino al Piave, si formarono sul Mladesiena, Craguenza e Joanaz delle linee di difesa, che durarono poco ma abbastanza per la loro funzione. Mentre nella Seconda Guerra Mondiale, il fatto più rilevante è stato L'eccidio di Porzûs nelle malghe del Topli Uorh.

## Geografia
È circondato: a nord e a est dal Natisone, a ovest dal Torre e a sud dalla Pianura Friulana.
È costituito dai monti:
- Mia (1'237 m)
- Joanaz (1 167 m)
- Vogu (1 124 m)
- Crispia (1 094 m)
- Jauar (1 093 m)
- Namlen (1 065 m)
- Lubia (1 052 m)
- Jauar (1 005 m)
- Karnica (991 m)
- Rep (983 m)
- Kaludranca (974 m)
- Klabuk (973 m)
- Topli Uorh (972 m)
- Mrzli Uorh (952 m)
- Craguenza (949 m)
- Preval (936 m)
- Spik (924 m)
- San Lorenzo (913 m)
- Trinceza (899 m)
- Globocanec (885 m)
- Brieka (863 m)
- Kladje (832 m)
- Tomba (824 m)
- Uerh (792 m)
- Hum (748 m)
- Ostra Kras (728 m)
- Glave (727 m)
- Mladesiena (711 m)
- Noas (692 m)